# Комарівська сільська рада (Вінницький район)
| Комарівська сільська рада — колишній орган місцевого самоврядування у Вінницькому районі Вінницької області з адміністративним центром у c. Комарів. Рішенням 1 сесії 08 скликання від 28.12.2016р. Вороновицької селищної ради Вінницького району Вінницької області, реорганізовано юридичну особу Комарівську сільську раду (ЄДРПОУ 04329837), розташованої за адресою : вул. Михайлівська30, с. Комарів, Вінницького району, Вінницької області), шляхом приєднання до Вороновицької селищної ради (ЄДРПОУ 04326069), розташованої за адресою: вул. Козацький шлях,60, Вінницького району, Вінницької області.Вороновицькаселищна рада є правонаступником прав та обов'язків Комарівської сільської ради з дня набуття повноважень обраною Вороновицькою селищною об'єднаною територіальною громадою. з 28.12.2016р. старостою села Комарів призначений Гиренко Віктор Васильович. Сільській раді були підпорядковані населені пункти: - c. Комарів |

## Природно-заповідний фонд
На землях сільради розташована ботанічна пам'ятка природи місцевого значення Вороновицька дубина.Вікова алея лип,Двошарове поселення трипільської культури IV-III тис.до н.е. та передскіфського часу 8-7 ст. до н.е.,поселення скіфського часу 5-4 ст. до н.е.Городище 10-11 ст. н.е.поселення зарубінецької культури 2 ст. до н.е.,слов"янське поселення 6-7 ст. н.е.

## Склад ради
Рада складалася з 12 депутатів та голови.

## Керівний склад сільської ради
| ПІБ                              | Основні відомості                                                               | Дата обрання | Дата звільнення |
| -------------------------------- | ------------------------------------------------------------------------------- | ------------ | --------------- |
| Якубовський Сергій Олександрович | Сільський голова, 1969 року народження, освіта, безпартійний                    | 26.03.2006   | 31.10.2010      |
| Гіренко Віктор Васильович        | Сільський голова, 1968 року народження, освіта середня спеціальна, безпартійний | 31.10.2010   | 06.11.2015      |
| Гіренко Віктор Васильович        | Сільський голова, 1968 року народження, освіта середня спеціальна, безпартійний | 06.11.2015   |                 |

Примітка: таблиця складена за даними джерела